# エルクローネのアトリエ 〜Dear for Otomate〜
『エルクローネのアトリエ 〜Dear for Otomate〜』は、オトメイトより2012年4月12日に発売されたPSP用ゲーム。
アイテムを調合・合成し、新たなアイテムを作り出すというシステムが特徴の「アトリエシリーズ」と、女性向け恋愛ゲームの制作を行うブランド「オトメイト」のコラボレーション作品。今作のジャンルはRPGではなく恋愛AVG、主人公を取り巻く多くは男性キャラである。また、従来の作品名は主人公の名前を冠しているものがほとんどだが、本作の「エルクローネ」とは舞台となる街の名前であり、従来の作品との違いを表すものとなっている。

## ストーリー
エルクローネで、祖母の工房を引き継ぎ、アトリエを開いた錬金術士の少女・メリエーラ（通称：メリー）。ある日、メリーの元に、妖精・ポポットがやって来る。ポポットは、“あおいわっかっか”という謎のアイテムの調合をメリーに依頼する代わりに、依頼を果たすまでの間、彼女の店で住み込みで働くという。果たして、メリーはポポットの依頼を無事遂行することが出来るのか？

## キャラクター
メリエーラ
声 - 浅倉杏美
本作の主人公。通称：メリー。アカデミーを卒業後、エルクローネの街で、祖母の工房を引き継いで、アトリエを営む錬金術士の少女。明るくマイペースだが、しっかりとしている。好物及び得意料理は、ジャムタルト。
ポポット
声 - 神田理江
メリーの店に押しかけてきた妖精。“あおいわっかっか”という謎のアイテムの調合を依頼するが、本人もそれがどんな物か分からない模様。依頼を達成するまでの間、メリーの店に住み込みで働く。明朗快活だが、少し抜けている。
ラルフ
声 - 前野智昭
若くして、アカデミーの最高機関・マイスターランクに在籍する錬金術士の少年。秀才で上昇志向が強く、将来は街を出て世界で活躍する錬金術士になりたいと思っている。かつての同級生・メリーを敵視している。
ヨハン
声 - 森川智之
依頼消化率100%を誇る、街一番の冒険者。真面目で謙虚な性格。一度頼まれたことは、依頼の内容や報酬に関わらず、真剣に取り組む為、街では「みんなのヨハン」と呼ばれ、非常に信頼されている。
エルハルト
声 - 三木眞一郎
シュリッセル王国騎士団第13師団隊長。騎士でありながら、型破りな言動でトラブルが絶えず、王国騎士団創立以来の問題児と悪名高いが、陽気で人懐っこい性格から、若手騎士達からは慕われている。
クレメンス
声 - 遊佐浩二
アカデミーの教師を務める錬金術士。常に真理を求めるが、その為には手段を選ばない。アカデミーの資金を派手に使い込んで、怪しい研究をしているらしい。常識に欠けており、周囲の空気も読まない為、学会では厄介者扱いされている模様。
シュテファン
声 - 立花慎之介
音楽家の青年。演奏楽器は、バイオリン。天才的な音楽の才能を持つ。クールな性格。錬金術を嫌っており、錬金術士のメリーにも敵意を露わにしたり、辛辣な態度を取ったりする。
アレクセイ
声 - 鈴木裕斗
エルクローネに現れた少年。自分の名前以外の記憶を全て失っており、素性や正体は一切不明。
マルローネ
声 - 池澤春菜
世界を放浪する女性冒険者。旅の途中ではぐれた相棒を探している。杖と手製の爆弾を駆使して戦う。陽気な性格。
エルフィール
声 - 長沢美樹
アカデミーの卒業生で、メリーの先輩。現在は、チーズケーキ専門店『フラスコカフェ』を経営しており、彼女が作るケーキは、大陸一美味いと評判らしい。面倒見が良い。
武器屋のオヤジ
声 - 立木文彦
武器屋の店主。本名不明。鍛冶の腕前は、世界屈指の腕前を誇る。元は冒険者だった。豪快な性格だが、毛髪が無いことを気にしている。
ハイディ
声 - 今井麻美
メリーの親友。アカデミー時代は、メリーのクラスメイトにしてルームメイトだったが、成績は悪かった模様。
カヤ
声 - 沼倉愛美
アカデミーの女子学生。メリーの友人である眼鏡っ子。ほんわかとした雰囲気で、感受性が豊かなロマンチスト。
マルセル
声 - 神田智洋
アカデミーの男子学生。ラルフの幼馴染で、メリーとも親しい。世話焼きだが、苦労人。メリーが作るジャムタルトが好きらしい。
フレン
声 - 白石稔
冒険者の男性。寡黙で無表情だが、意外と激情家で幼稚な面もある。ヨハンを慕っている。ディルクとはいがみ合っているが、行動パターンが似ている。
ディルク
声 - 泰勇気
シュリッセル王国騎士団第13師団副隊長で、エルハルトの部下。軽率で女たらしだが、騎士団のことは大切にしている。エルハルトに翻弄されてはいるが、何だかんだで世話を焼いている。
オズワルド
声 - 酒巻光宏
エルクローネのアカデミーに勤務する教師で、メリーの恩師。クレメンスとは、アカデミー時代の同級生であり、現在でも親友にして良きライバルである。優しい性格だが、それが災いして、いつもクレメンスの尻拭いをさせられている。

## 主題歌
オープニングテーマ『花が咲く街で』
作詞 - 日山尚 / 作曲 - 霜月はるか / 編曲 - MANYO / 歌 - 霜月はるか
エンディングテーマ『君と見る夢』
作詞 - 日山尚 / 作・編曲 - MANYO / 歌 - 霜月はるか
挿入歌『Lore Elkrone』
作詞 - 青木香苗 / 作・編曲 - 阿知波大輔 / 歌 - みとせのりこ
挿入歌『遠き祈りの詩』
歌 - A.m.u.
挿入歌『セイレーンの歌』
歌 - A.m.u.

## 関連商品

### 音楽CD
エルクローネのアトリエ ～Dear for Otomate～ オリジナルサウンドトラック
オープニングテーマとエンディングテーマと挿入歌のフルバージョンで収録。